# Атлетик Бильбао
«Атле́тик» Бильба́о (баск. Bilboko Athletic Kluba, исп. Athletic Club de Bilbao) — испанский профессиональный футбольный клуб из города Бильбао, провинция Бискайя, Страна Басков, выступающий в испанской Примере. Клуб был основан в 1898 году. Выступает в Примере с момента основания турнира в 1929 году. Из всех клубов-основателей лишь «Атлетик», «Реал Мадрид» и «Барселона» ни разу не покидали высший испанский дивизион и считаются «классическими» клубами Примеры, а их противостояния именуются «Класико». Кроме того, это один из четырёх профессиональных клубов в Испании («Атлетик», «Реал Мадрид», «Осасуна» и «Барселона»), который не является спортивным обществом с ограниченной ответственностью (S.A.D.), из-за чего права собственности на клуб принадлежат его членам.
«Атлетик» — один из самых титулованных клубов Испании. Он восемь раз выигрывал чемпионат страны и двадцать четыре раза побеждал в Кубке Короля. В настоящее время команда занимает второе место в Испании по количеству выигранных Кубков Испании. По общему количеству трофеев «Атлетик» занимает третье место в стране. В сводной таблице чемпионатов Испании клуб располагается на пятом месте. Наибольшими достижениями бискайского клуба в Европе стали два финала Лиги Европы УЕФА (Кубка УЕФА) в сезонах 1976/1977 и 2011/2012, а также победа в Латинском Кубке 1956 года. Самой крупной победой «Атлетика» в континентальных соревнованиях стала победа над клубом «Стандарт Льеж» со счётом 7:1 в сезоне 2004-05, а во внутреиспанских соревнованиях — над «Барселоной» (12:1) в сезоне 1930/31. В структуре клуба также находится женская команда, которая выиграла 5 чемпионатов Испании.

## Обзор
В настоящий момент клуб выступает на стадионе «Нуэво Сан-Мамес», который был открыт в 2013 году. Построенный на месте старой торговой ярмарки Бильбао, он занимает часть территории бывшего стадиона, также называемого «Сан-Мамес» и известного как «Собор». Оригинальный «Сан-Мамес» был открыт в 1913 году и просуществовал ровно 100 лет. На момент своего сноса являлся единственным стадионом, принимавшим участие во всех без исключения сезонах Примеры с момента её основания. На выходе из подтрибунных помещений располагается бюст Пичичи, с которым связана особая традиция — капитан команды, впервые выступающей на «Сан-Мамес», неизменно возлагает цветы к памятнику в память о великом футболисте.
Традиционные клубные цвета — красно-белые, за что клуб получил прозвище «Красно-Белые» (исп. Rojiblancos или баск. Zurrigorri). Другое прозвище клуба — «Львы» — происходит от того, что стадион команды расположен рядом с церковью Святого Маманта Кесарийского (Мамес в испанском варианте). Мамас в ранний период христианства был брошен на растерзание львам римлянами, однако львы не тронули Мамаса. Позже он был причислен к лику святых и считается верующими покровителем животных.
Клуб известен своей политикой кантеры, введённой в 1911 году, по которой за него играют лишь футболисты, соответствующие клубному критерию басков (игрок должен либо родиться на территории исторической Страны Басков, либо быть воспитанником любого баскского клуба). Таким образом под клубную философию также попадают французские баски (Биксант Лизаразю), иностранцы с баскскими корнями (француз Эмерик Ляпорт), а также выросшие в Стране Басков футболисты других национальностей (рождённый в Бильбао ганец Иньяки Уильямс). Однако на тренерский состав эта практика не распространяется, и клуб возглавляли многие иностранные специалисты, такие как немец Юпп Хайнкес, француз Луис Фернандес и аргентинец Марсело Бьелса. Клуб, как и многие футбольные команды Испании, имеет британское происхождение, отсюда и британизированное название «Атлетик».
Историческими соперниками «Атлетика» являются два других классических клуба «Реал Мадрид» и «Барселона», матчи с которыми носят название «Классико», а также «Реал Сосьедад». Противостояние с последней командой носит особо принципиальный характер и именуется «Баскское дерби», поскольку зачастую именно в нём определяется сильнейший клуб Страны Басков. Существует также некоторое соперничество с другими командами соседних регионов, такими как «Осасуна» или «Расинг Сантандер».

## История

### ФК «Бильбао», «Клуб Атлетик» и «Клуб Бискайя»
Футбол в Бильбао появился благодаря двум группам людей, связанных с Великобританией, это были британские сталевары и моряки и баскские студенты, вернувшиеся из британских школ и университетов.
В конце XIX века Бильбао был главным портом в самом сердце важнейшей индустриальной области с большим количеством железных шахт и верфей. Здесь была расположена движущая сила испанской экономики, и поэтому это место привлекало рабочих мигрантов. Среди них были и шахтёры с северо-запада Англии и работники верфей из Саутгемптона и Портсмута. Британские рабочие привезли сюда, как и во многие другие уголки планеты, игру под названием «футбол». В начале 1890-х эти рабочие собрались вместе и сформировали «Футбольный Клуб Бильбао».
Тем временем, дети баскской интеллигенции отправлялись в Великобританию обучаться инженерному делу и коммерции. В Великобритании баскские студенты заинтересовались футболом, и по возвращении в Бильбао они стали проводить игры с британскими рабочими. В 1898 году студенты из гимназии Самакоис (Хуан Хосе Асторкиа, Алехандро Ача, братья Ираолагойтия, Эдуардо Монтехо, Энрике Гойри и Луис Маркес) основали футбольный клуб и назвали его на английский манер — «Athletic Club». В 1901 году состоялось собрание в кафе «Гарсия», на котором были определены правила и устав клуба. Первым президентом стал Луис Маркес. В то время матчи проводились в городе Лехона, на поле ипподрома «Ламиако», где уже выступал «Футбольный Клуб Бильбао».
В 1902 году два клуба из Бильбао сформировали общую команду под названием «Клуб Бискайя» для участия в первом розыгрыше Кубка Испании по футболу. С соревнования они вернулись с главным трофеем, обыграв «Барселону» в финале. Во многом, этот успех привёл к тому, что в 1903 состоялось официальное слияние двух клубов под общим названием «Атлетик» (Бильбао). В том же году баскские студенты сформировали и команду «Атлетик» (Мадрид). Этот клуб в дальнейшем превратится в «Атлетико Мадрид». Мадридский филиал время от времени поставлял в главную команду своих игроков. Например, один из мячей в финале Кубка-1911 забил мадридец Мануэль Гарника. Однако, после введения политики кантеры два клуба отдалились друг от друга, а в 1924 году мадридцы официально стали независимым клубом. Год основания «Атлетика» является дискуссионным вопросом среди футбольных историков. Официально декларирован 1898 год, но некоторые люди считают, что настоящим годом основания клуба должен считаться 1901. Есть также и сторонники 1903 года как отправной точки.

### Клубные цвета
Столь же обсуждаемым является вопрос об истоке клубных цветов. Изначальная форма команды была такой же, как у английского клуба «Блэкберн Роверс», поскольку один из членов клуба, Хуан Мозер, был ирландцем по происхождению и пожертвовал партию формы, привезённую из Англии. Комплект состоял из камзола с двумя полосами, тёмно-синей и белой с вышитой эмблемой консульства Бильбао: тёмно-синие бриджи и тёмно-синие чулки с белой полосой сверху. В 1910 это сочетание поменяли на красные и белые полоски. Существует три версии, почему это произошло. Самая распространённая версия говорит о том, что смена произошла в угоду британским основателям клуба, которые были родом из Сандерленда и Саутгемптона. По другой версии член клуба — Хуан Элордуй — отправленный в Великобританию закупить бело-синих футболок не смог найти такую расцветку и вернулся с футболками красно-белых цветов. Существует также теория, по которой красно-белые цвета были выбраны в силу их дешевизны, поскольку красно-белое сочетание использовалось при изготовлении матрасов. Таким образом, оба клуба «Атлетик Бильбао» и «Атлетико Мадрид» использовали изначально сине-белую расцветку, однако, затем перешли на сочетание красного и белого. Мадридский клуб сделал этот шаг первым, за что и получил прозвище Los Colchoneros, что переводится примерно как «изготовители матрасов».
Красно-белая форма была окончательно принята 13 ноября 1910 года. В 1913 году в комплект на постоянной основе чёрные шорты. В последующие десятилетия комплект не претерпевал серьёзных модификаций, за исключением небольших модернизаций для адаптации к новым временам.
В сезоне 1948/49 «Атлетик» сменил классические чёрные гетры на красно-белые, которые снова сменились на чёрные в сезоне 1974/75 , но на этот раз с красно-белым орнаментом сверху. С тех пор комплект не изменился.
«Атлетик» долгое время являлся одним из немногих клубов, у которого на футболках не размещался логотипа официального спонсора. Однако в розыгрыше Кубка УЕФА и Кубка Короля сезона 2004/05, Баскское правительство за сотни тысяч евро разместило на футболках слово «Эускади» (красный, белый и зелёный являются цветами Страны Басков). В настоящее время клуб придерживается принципа заключения титульных спонсорских контрактов только с компаниями из Страны Басков.

#### Форма

##### Домашняя
| 2009/10 | 2010/11 | 2011/12 | 2012/13 | 2013/14 | 2014/15 | 2015/16 | 2016/17 | 2017/18 | 2018/19 | 2019/20 |
| 2020/21 | 2021/22 | 2022/23 | 2023/24 | 2024/25 | 2025/26 |         |         |         |         |         |

##### Гостевая
| 2009/10 | 2010/11 | 2011/12 | 2012/13 | 2013/14 | 2014/15 | 2015/16 | 2016/17 | 2017/18 | 2018/19 | 2019/20 |
| 2020/21 | 2021/22 | 2022/23 | 2023/24 | 2024/25 | 2025/26 |         |         |         |         |         |

##### Резервная
| 2009/10 | 2017/18 | 2023/24 | 2024/25 | 2025/26 |

###### Остальные
| 2023/24 · 125-летие | 2024/25 |

Источники:,

### Эмблема
Нынешняя эмблема «Атлетика» включает в себя элементы символики города Бильбао и провинции Бискайя. От герба Бильбао она взяла изображение городского моста и церкви Святого Антония, а также волков семьи Аро, члены которой основали Бильбао в 1300 году. От герба Бискайи досталось дерево Герники и крест Святого Андрея. Первое задокументированное использование датируется 1922 годом.
Первым официальным гербом клуба был бело-синий круг с буквами «A» и «C» белого цвета. Вторая версия появилась в 1910 году и представляла собой красно-белый флаг (эти цвета недавно приняты в качестве цвета формы) с красным квадратом в верхнем левом углу, содержащим инициалы клуба. В третьем варианте, образца 1913 года, использовался тот же флаг, но в данном случае он был изображён на шесте, обёрнутом вокруг футбольного мяча (в целом он очень похож на герб «Реала Сосьедад», который используется до сих пор, только без учёта короны королевского патронажа).
Первая версия нынешнего герба, представляющая собой форму перевёрнутого треугольного щита с красно-белыми полосами и местными достопримечательностями, датируется 1922 годом. Наконец, в 1941 году была создана версия нынешнего щита, но в то время использовалось название «Атлетико Бильбао», так как генерал Франсиско Франко объявил вне закона все неиспанские имена во время своего правления. В 1970 году клуб добавил красок к дизайну и вернул первоначальное английское название «Athletic Club». В 2008 году была немного изменена форма щита и введён новый шрифт «Athletic Club».

### Кубок Короля
Клуб принимал участие в розыгрышах Кубка Короля с самого его основания. Следом за первой победой под названием Клуб Бискайя, сформированный в новом составе «Атлетик Бильбао» вновь выиграл трофей в 1903. В 1904 они были объявлены победителями, поскольку их соперники из клуба «Эспаньол» не смогли приехать на матч. В 1907 было возрождено название «Клуб Бискайя» после участия смешанной команды под названием «Унион Вискайно». После короткого перерыва клуб снова выиграл соревнование в 1911 году и затем побеждал три раза подряд в период с 1914 по 1916. Звездой той команды был великолепный бомбардир Пичичи, который забил самый первый гол на стадионе «Сан Мамес» 21 августа 1913 года, а также сотворил хет-трик в финале 1915 года. Сегодня звание лучшего бомбардира чемпионата Испании названо Пичичи в честь великого нападающего.

### Баскский национализм
Использование только баскской кантеры восходит корням как к росту баскского национализма в начале XX века, так и от лидирующего положения Страны Басков на ранней стадии развития футбола в Испании. Успехи клуба дали баскам повод для гордости, и поддержка клуба, активное боление стало легальным способом для выражения баскских националистических идей, особенно в годы правления Франко. Клуб стал ассоциироваться с Баскской националистической партией (БНП), основанной в 1895. Некоторые из членов БНП были также членами клуба «Атлетик». Хосе Антонио Агирре, бывший футболистом клуба в 1920-х годах, и член БНП, в 1936 году стал первым избранным баскским президентом. 5 декабря 1975 года (через 15 дней после смерти Франко), игрок «Атлетика» Ирибар и игрок «Реал Сосьедада» Кортабарриа в локальном дерби двух клубов вышли на поле, держа в руках всё ещё запрещённый баскский флаг.
Последние три иностранных игрока покинули клуб в 1911 году, и с тех пор берёт своё начало неофициальная политика баскской кантеры в комплектовании команды. Изначально она подразумевала, что только баскские игроки, рождённые в Стране Басков имеют право играть в клубе. По иронии судьбы в большом выигрыше от этой политики осталась Испания. В начале 1920-х годов Страна Басков стала колыбелью величайших футболистов Испании. Поток иммигрантов со всей Испании привёл к тому, что область выпускала сотни качественных игроков и кантера работала на благо сборной страны. На Летних Олимпийских играх 1920 года из 21 игрока сборной Испании 14 были басками. «Атлетик» вырастил для национальной сборной больше игроков, чем какой-либо другой клуб.

### Первая Ла Лига
«Атлетик» был не единственной баскской командой, представленной в составе олимпийской сборной образца 1920 года. Такие клубы как «Реал Унион», «Аренас Гечо» и «Реал Сосьедад» также поставляли своих игроков. Все эти четыре клуба стояли у истоков создания Ла Лиги в 1928 году, а в 1930 к ним присоединился ещё и «Депортиво Алавес». Таким образом, пять из десяти клубов Примеры (первого дивизиона Испанской национальной лиги) были из Страны Басков. Выражение Con cantera y afición, no hace falta importación, которое можно перевести как С доморощенными командами и болельщиками в импорте надобности нет, имела смысл в те дни.

### Эль Бомбин
В 1921 году из клуба «Расинг Сантандер» прибыл новый тренер Фред Пентлэнд. В 1923 году он привёл клуб к победе в Кубке Короля. Он совершил революцию в манере игры «Атлетика», возведя в абсолют игру в короткий пас. В 1927 он оставил «Атлетик» и в дальнейшем тренировал «Атлетико Мадрид», «Реал Овьедо» и сборную Испании. В 1929 году он вернулся в «Атлетик» и привёл команду последовательно к двум дублям (победам в Ла Лиге и Кубке Короля одновременно) в 1930 и 1931 годах. Клуб выиграл Кубок Короля четыре раза подряд в период между 1930 и 1933, к тому же занял второе место в Ла Лиге в 1932 и 1933 годах. В 1931 году «Атлетик» также нанёс «Барселоне» самое позорное поражение в её истории — 12-1.

### «Атлетико Бильбао»
В 1941 году клуб сменил название на «Атлетико Бильбао», следуя лингвистической политике Франко, согласно которой все неиспаноязычные имена и названия были запрещены. Обструкции подверглось и правило, по которому только уроженцы Страны Басков могут играть в команде. В том же году свой дебют совершил Тельмо Сарра. За следующие 13 сезонов он забил 294 гола во всех соревнованиях за «Атлетико» плюс ещё 20 за испанскую национальную сборную. Его 38 голов в сезоне 1950/1951 на протяжении 60 лет были рекордными для испанского первенства. Лишь в сезоне 2010/2011 рекорд побил Криштиану Роналду, забив на два гола больше (но и матчей было больше на 8). Ещё одним великим игроком той эпохи считается Панисо. В 1943 году клуб выиграл Ла Лигу и Кубок Генералиссимуса, второй трофей они сумели сохранить за собой в 1944 и 1945 годах.
В начале 1950-х клуб располагал легендарной атакующей линией: Сарра, Панисо, Рафа Ириондо, Венансио и Агустин Гаинса. Они помогли команде выиграть очередной Кубок Генералиссимуса в 1950-м. Появление в качестве главного тренера Фердинанда Даучика позволило развить успех. Он привёл команду к новому дублю в 1956-м и к победам в Кубке Генералиссимуса в 1955-м и 1958-м. При нём команда в 1956-м дебютировала в Кубке европейских чемпионов, где в четвертьфинале был побеждён командой «Манчестер Юнайтед».
Что играло на руку клубу в достижении успехов в тридцатых, сороковых и пятидесятых годах — это лимит на иностранных игроков. В большинстве случаев клуб мог иметь только трёх легионеров в своём составе, а это означало, что на поле выходили как минимум восемь доморощенных футболистов. В то время как «Реал Мадрид» и «Барселона» обходили это правило, используя игроков с двойным гражданством, таких как Альфредо Ди Стефано, Ференц Пушкаш, Хосе Сантамария и Ладислао Кубала, «Атлетико» строго придерживался своей политики кантеры. В течение шестидесятых годов в Испании доминировал «Реал Мадрид», и «Атлетико Бильбао» удалось выиграть лишь Кубок Короля в 1969 году.
Как и другие зарубежные команды, клуб стал использовать правило, по которому в команду можно было брать игроков, у которых были баскские корни, но им необязательно было рождаться в Стране Басков. Это позволило рождённому в Барселоне Армандо Меродио играть за «Атлетико». В то же время такие игроки как Хесус Мария Переда, Мигель Хонес и Хосе Гарате не были удостоены внимания. Хотя никто из них не был баском от рождения, все трое выросли в Стране Басков и могли классифицироваться как натурализованные баски. А у Гарате и родители были баскского происхождения.
Позитивной стороной шестидесятых стало восхождение легенды клуба Хосе Анхеля Ирибара. Семидесятые не принесли с собой кардинальных изменений, и единственным трофеем стал Кубок Генералиссимуса в 1973 году. В декабре 1976 года перед началом игры с «Реалом Сосьедад» Ирибар и капитан «Реала» Игнасио Кортабарриа вынесли флаг Страны Басков и торжественно установили его в центральном круге. Это была первая публичная демонстрация флага с момента смерти Франко. В 1977 году клуб достиг финала Кубка УЕФА, проиграв по правилу мячей, забитых на выезде, «Ювентусу». С тех пор клуб вернул себе название «Атлетик Бильбао».

### Эпоха Клементе
В 1981 году клуб назначил Хавьера Клементе на пост главного тренера. И вскоре тому удалось создать одну из самых успешных команд «Атлетика» за всю историю. Молодые игроки из кантеры Сантьяго Уркиага, Мигель Де Андрес, Исмаэль Уртуби, Эстанислао Арготе и Андони Субисаррета присоединились к ветеранам, таким как Дани и Андони Гойкоэчеа. В первый же сезон под своим руководством, Клементе привёл команду к 4 месту в Ла Лиге. В 1983 году клуб выиграл Ла Лигу, а в 1984 сделал дубль. В 1985 и 1986 годах «Атлетик» финишировал третьим и четвёртым соответственно. Клементе сформировал клуб, который был узнаваем за агрессивный стиль игры, настоящим воплощением которого был Гойкоэчеа. Тренер предпочитал иметь двух опорных полузащитников перед двумя центральными защитниками и либеро, и за это команду прозывали не слишком эффектной, но эффективной.
«Атлетик» не смог выиграть ни одного трофея с тех пор, как завершилась эра Клементе. Приглашение таких успешных тренеров как Хосе Анхель Ирибар, Ховард Кендалл, Юпп Хайнкес и Хавьер Ирурета и даже последующее возвращение Клементе не смогло возродить былого успеха.

### Эпоха Фернандеса
Самым успешным тренером Атлетика после Клементе был Луис Фернандес, приглашённый в 1996. В 1998 году он привёл клуб ко второму месту в Ла Лиге и возможности сыграть в Лиге чемпионов. Фернандес либерализовал условия политики кантеры. Теперь за «Атлетик» мог играть любой, кто начинал футбольную карьеру в Стране Басков. Так получили возможность сыграть в команде уроженец Саламанки Патчи Феррейра и Биуррун, рождённый в Бразилии игрок, эмигрировавший в автономную область в совсем юном возрасте.
Кантера также расширила свою зону влияния на Франко-баскскую провинцию, Риоху и Наварру. Это изменение в уставе позволило Фернандесу подписать Биксанта Лизаразю, первого в клубе баска, родившегося во Франции, следующими стали Исмаэль Урсаис и Хосе Мари. Атлетик также стал брать игроков из кантер других баскских клубов. В 1995 «Атлетик» подписал Хосеба Эчеберрия из «Реала Сосьедад», подпортив отношения двух клубов. Хотя Лизаразю покинул клуб после одного сезона, Урсаис, Хосе Мари и Эчеберрия стали основными фигурами в составе сезона 1997/1998 наряду с Рафаэлем Алькортой, Юленом Герреро и Патчи Феррейрой.

### Начало XXI века. Тёмное двухлетие
Во время второго пришествия в клуб Юппа Хайнкеса (2001—2003) и начала тренерской карьеры гвардейца клуба Эрнесто Вальверде (2003—2005), клуб показывал средние результаты. Однако после завершения карьеры капитана Юлена Герреро, «Атлетик» резко сдал и сезоны 2005/06 и 2006/07 провёл в борьбе за выживание в Ла Лиге. В 2006 году клуб смог избежать вылета только в 37-м туре после победы над «Депортиво Ла-Корунья» на «Риасоре» 2:1. Хавьер Клементе в третий раз возглавил клуб в 2005 году, в момент, когда клуб занимал последнюю строчку. Ему удалось вернуть стройность оборонительным рядам команды и спасти клуб от вылета, но несмотря на это, он не остался на своём посту на сезон 2006/2007. Этот сезон стал самым худшим в истории клуба, поскольку спастись удалось лишь в заключительном туре чемпионата, когда «Леванте» потерпело поражение на «Сан Мамес» со счётом 2-0. Несмотря на отсутствие каких-либо успехов на поле, подавляющее большинство болельщиков клуба считают, что уникальность клуба и традиции важнее футбольных трофеев. Согласно исследованию газеты «Эль Мундо» в 90-х годах, 76 % болельщиков «Атлетика» предпочли бы пережить вылет команды во второй дивизион, нежели отказаться от политики кантеры. В сезоне 2010/2011 «Атлетик Бильбао» смог закрепиться на 6 строчке итоговой турнирной таблицы чемпионата, что позволило участвовать команде в еврокубках. Самая успешная команда «Атлетика» в последние годы — это женская футбольная команда, которая выиграла чемпионат четыре раза в период между 2003 и 2007. Однако в сезоне 2008/09 команда под руководством уже Хоакина Капарроса смогла впервые за 24 года сыграть в финале Кубка Испании, где проиграла «Барселоне» со счётом 1:4. Однако это позволило команде участвовать в Лиге Европы на следующий год, в которой они остановились на стадии 1/32 финала. В этот момент в команде зажигается звезда Фернандо Льоренте, который из сезона в сезон забивал под 20 мячей, а порой и более. Помимо него у команды появляется впечатляющее молодое поколение — Икер Муньяин, Хави Мартинес, Маркел Сусаета — что позволяет более-менее безболезненно пережить утрату таких легенд клуба как Фрасиско Йесте (более 300 игр) и Хосеба Эчеберриа (более 500 игр за клуб).

### El Loco в Бильбао
В 2011 году президентские выборы выиграл бывший полузащитник команды Хосу Уррутия, одним из пунктов программы которого было приглашение всемирно известного аргентинского тренера Марсело Бьелсы. Аргентинец досконально изучил игроков своей новой команды и вывел «Атлетик» на качественно новый уровень. Команда стала играть в визуально красивый атакующий футбол, боролась за место в Лиге чемпионов, а также вышла в финал Лиги Европы, выбив при этом такие клубы, как московский «Локомотив» (1:2, 1:0), «Манчестер Юнайтед» (3:2, 2:1), «Шальке 04» (4:2, 2:2), и лиссабонский «Спортинг» (1:2, 3:1), но в финале уступила мадридскому «Атлетико» (0:3). В Кубке Испании «Атлетик» снова добрался до финала, но проиграл «Барселоне» (0:3). По окончании сезона команду покинул один из лидеров, Хави Мартинес, а лучший бомбардир клуба, Фернандо Льоренте решился на конфликт с руководством, из-за чего практически не выходил на поле. Вследствие этого следующий сезон не задался, и Бьельса покинул команду.

### Эпоха Вальверде
После двух ярких, но неоднозначных сезонов под руководством Бьелсы, на пост главного тренера вернулся Эрнесто Вальверде. Результаты клуба незамедлительно улучшились — за 4 сезона под руководством испанца баски постоянно попадали в зону еврокубков:
- Сезон 2013-14: 70 очков, 4-е место в чемпионате, 1/4 финала Кубка Короля
- Сезон 2014-15: 55 очков, 7-е место в чемпионате, финал Кубка Короля, участие в Лиге чемпионов
- Сезон 2015-16: 62 очка, 5-е место в чемпионате, 1/4 финала Кубка Короля, 1/4 финала Лиги Европы, победа в Суперкубке Испании
- Сезон 2016-17: 63 очка, 7-е место в чемпионате

Апогеем деятельности Вальверде в Бильбао стала победа в розыгрыше Суперкубка 2015-16, когда в двухматчевом противостоянии была повержена «Барселона» (4:0, 1:1). 4 мяча из 5 забил легендарный форвард Ариц Адурис.

### Новейшее время
Не сумев сохранить Эрнесто Вальверде (тот ушёл в «Барселону» по окончании контракта), руководство клуба совершило несколько ошибок с назначением главного тренера. В сезоне 2017-18 команду возглавлял бывший нападающий команды Куко Сиганда. «Атлетик» закончил сезон в нижней половине, а в Лиге Европы выбыл уже на стадии 1/16 финала, несмотря на 11 мячей 37-летнего Арица Адуриса. В следующем сезоне команду принял аргентинский специалист Эдуардо Бериссо, но аргентинец продержался лишь до декабря, оставив команду в зоне вылета. Исполняющим обязанности главного тренера был назначен наставник дубля Гаиска Гаритано, который за оставшиеся полгода сумел не только вывести команду из зоны вылета, но и до последних минут последнего матча имел шансы вывести «Атлетик» в Лигу Европы. Сезон 2019-20 бискайцы закончили на 11 месте, зато пробились в финал Кубка Короля, по пути обыграв «Интерсити», «Сестао», «Эльче», «Тенерифе», «Барселону» и «Гранаду». Финал турнира был перенесён на следующий год из-за эпидемии ковида. Проведение финала было отложено из-за пандемии коронавируса, так как клубы не хотели проводить значимый матч без зрителей. Матч был перенесен с 18 апреля 2020 года на 3 апреля 2021 года, но все же был сыгран без зрителей. «Реал Сосьедад» одолел «Атлетик» со счётом 1:0.
Гаритано был уволен в первые дни 2021 года из-за блеклой игры и поражения в принципиальном матче с «Реалом Сосьедад». Новым главным тренером стал известный астурийский специалист Марселино Гарсия, который уже в первый месяц работы сумел привести команду к победе в Суперкубке Испании (2:1 с мадридским «Реалом» в 1/2 финала и 3:2 с «Барселоной» в финале турнира).

## Дерби и ультрас
У клуба «Атлетик» есть три главных дерби, это матчи с клубом «Реал Сосьедад» (это противостояние называется Баскское дерби). Второе и третье дерби с клубами «Реал Мадрид» и «Барселона» (это дерби клубов, которые никогда не вылетали из чемпионата Испании). Так же принципиальными соперниками являются: «Атлетико Мадрид», «Валенсия», «Реал Овьедо», «Реал Сарагоса» («Ligallo Fondo Norte»), «Спортинг Хихон» («Ultra Boys»).
Ультрас-группы «Атлетика» «Abertzale Sur», «Bilbao North Firm», «Herri Norte Taldea». Друзьями считаются фанаты клубов: «Алавес», «Севилья», «Сельта», «Эйбар», «Бордо», «Санкт-Паули», «Селтик» («Green Brigade»).

## Статистика выступлений

### Сезоны
| Сезон     | Дивизион | Место      | Кубок      | Суперкубок | Еврокубки |
| --------- | -------- | ---------- | ---------- | ---------- | --------- |
| 1929      | 1ª       | 3-е        | 1/2        |            |           |
| 1929/30   | 1ª       | Победитель | Победитель |            |           |
| 1930/31   | 1ª       | Победитель | Победитель |            |           |
| 1931/32   | 1ª       | 2-е        | Победитель |            |           |
| 1932/33   | 1ª       | 2-е        | Победитель |            |           |
| 1933/34   | 1ª       | Победитель | 1/4        |            |           |
| 1934/35   | 1ª       | 4-е        | 1/8        |            |           |
| 1935/36   | 1ª       | Победитель | 1/4        |            |           |
| 1939/40   | 1ª       | 3-е        | 1/8        |            |           |
| 1940/41   | 1ª       | 2-е        | 1/8        |            |           |
| 1941/42   | 1ª       | 7-е        | Финал      |            |           |
| 1942/43   | 1ª       | Победитель | Победитель |            |           |
| 1943/44   | 1ª       | 10-е       | Победитель |            |           |
| 1944/45   | 1ª       | 6-е        | Победитель |            |           |
| 1945/46   | 1ª       | 3-е        | 1/8        |            |           |
| 1946/47   | 1ª       | 2-е        | 1/2        |            |           |
| 1947/48   | 1ª       | 6-е        | 1/8        |            |           |
| 1948/49   | 1ª       | 6-е        | Финал      |            |           |
| 1949/50   | 1ª       | 6-е        | Победитель |            |           |
| 1950/51   | 1ª       | 7-е        | 1/2        |            |           |
| 1951/52   | 1ª       | 2-е        | 1/8        |            |           |
| 1952/53   | 1ª       | 6-е        | Финал      |            |           |
| 1953/54   | 1ª       | 6-е        | 1/4        |            |           |
| 1954/55   | 1ª       | 3-е        | Победитель |            |           |
| 1955/56   | 1ª       | Победитель | Победитель |            |           |
| 1956/57   | 1ª       | 4-е        | 1/8        |            |           |
| 1957/58   | 1ª       | 6-е        | Победитель |            |           |
| 1958/59   | 1ª       | 3-е        | 1/8        |            |           |
| 1959/60   | 1ª       | 3-е        | 1/2        |            |           |
| 1960/61   | 1ª       | 7-е        | 1/4        |            |           |
| 1961/62   | 1ª       | 5-е        | 1/4        |            |           |
| 1962/63   | 1ª       | 10-е       | 1/8        |            |           |
| 1963/64   | 1ª       | 8-е        | 1/16       |            |           |
| 1964/65   | 1ª       | 7-е        | 1/2        |            |           |
| 1965/66   | 1ª       | 5-е        | Финал      |            |           |
| 1966/67   | 1ª       | 7-е        | Финал      |            |           |
| 1967/68   | 1ª       | 7-е        | 1/4        |            |           |
| 1968/69   | 1ª       | 12-е       | Победитель |            |           |
| 1969/70   | 1ª       | 2-е        | 1/2        |            |           |
| 1970/71   | 1ª       | 5-е        | 1/8        |            |           |
| 1971/72   | 1ª       | 9-е        | 1/2        |            |           |
| 1972/73   | 1ª       | 9-е        | Победитель |            |           |
| 1973/74   | 1ª       | 5-е        | 1/16       |            |           |
| 1974/75   | 1ª       | 10-е       | 1/2        |            |           |
| 1975/76   | 1ª       | 5-е        | 1/16       |            |           |
| 1976/77   | 1ª       | 3-е        | Финал      |            |           |
| 1977/78   | 1ª       | 3-е        | 1/8        |            |           |
| 1978/79   | 1ª       | 9-е        | 1/8        |            |           |
| 1979/80   | 1ª       | 7-е        | 1/8        |            |           |
| 1980/81   | 1ª       | 9-е        | 1/2        |            |           |
| 1981/82   | 1ª       | 4-е        | 1/4        |            |           |
| 1982/83   | 1ª       | Победитель | 1/4        |            |           |
| 1983/84   | 1ª       | Победитель | Победитель |            |           |
| 1984/85   | 1ª       | 3-е        | Финал      |            |           |
| 1985/86   | 1ª       | 3-е        | 1/2        |            |           |
| 1986/87   | 1ª       | 13-е       | 1/2        |            |           |
| 1987/88   | 1ª       | 4-е        | 1/8        |            |           |
| 1988/89   | 1ª       | 7-е        | 1/8        |            |           |
| 1989/90   | 1ª       | 12-е       | 1/8        |            |           |
| 1990/91   | 1ª       | 12-е       | 5 раунд    |            |           |
| 1991/92   | 1ª       | 14-е       | 1/4        |            |           |
| 1992/93   | 1ª       | 8-е        | 3 раунд    |            |           |
| 1993/94   | 1ª       | 5-е        | 4 раунд    |            |           |
| 1994/95   | 1ª       | 8-е        | 1/4        |            |           |
| 1995/96   | 1ª       | 15-е       | 1/8        |            |           |
| 1996/97   | 1ª       | 6-е        | 1/8        |            |           |
| 1997/98   | 1ª       | 2-е        | 1/4        |            |           |
| 1998/99   | 1ª       | 8-е        | 1/8        |            |           |
| 1999/2000 | 1ª       | 11-е       | 1/16       |            |           |
| 2000/01   | 1ª       | 13-е       | 1/8        |            |           |
| 2001/02   | 1ª       | 9-е        | 1/2        |            |           |
| 2002/03   | 1ª       | 7-е        | 1/16       |            |           |
| 2003/04   | 1ª       | 5-е        | 1 раунд    |            |           |
| 2004/05   | 1ª       | 9-е        | 1/2        |            |           |
| 2005/06   | 1ª       | 12-е       | 1/8        |            |           |
| 2006/07   | 1ª       | 17-е       | 1/16       |            |           |
| 2007/08   | 1ª       | 11-е       | 1/4        |            |           |
| 2008/09   | 1ª       | 13-е       | Финал      |            |           |
| 2009/10   | 1ª       | 8-е        | 1/16       |            |           |
| 2010/11   | 1ª       | 6-е        | 1/8        |            |           |
| 2011/12   | 1ª       | 10-е       | Финал      |            |           |
| 2012/13   | 1ª       | 10-е       | 1/16       |            |           |
| 2013/14   | 1ª       | 4-е        | 1/4        |            |           |
| 2014/15   | 1ª       | 7-е        | Финал      |            |           |
| 2015/16   | 1ª       | 5-е        | 1/4        |            |           |
| 2016/17   | 1ª       | 7-е        | 1/8        |            |           |
| 2017/18   | 1ª       | 16-е       | 1/16       |            |           |
| 2018/19   | 1ª       | 8-е        | 1/8        |            |           |
| 2019/20   | 1ª       | 11-е       | Финал      |            |           |
| 2020/21   | 1ª       | 10-е       | Финал      |            |           |
| 2021/22   | 1ª       | 8-е        | 1/2        |            |           |
| 2022/23   | 1ª       | 8-е        | 1/2        |            |           |
| 2023/24   | 1ª       | 5-е        | Победитель |            |           |

### Кубок Испании
| Сезон | Стадия  | Соперник               | Результат                                 |
| ----- | ------- | ---------------------- | ----------------------------------------- |
| 14/15 | Финал   | «Барселона»            | 1:3                                       |
| 15/16 | 1/16    | «Линенсе»              | 8:0 (2:0; 6:0)                            |
| 15/16 | 1/8     | «Вильярреал»           | 4:2 (3:2; 1:0)                            |
| 15/16 | 1/4     | «Барселона»            | 2:5 (1:2; 1:3)                            |
| 16/17 | 1/16    | «Расинг»               | 5:1 (2:1; 3:0)                            |
| 16/17 | 1/8     | «Барселона»            | 3:4 (2:1; 1:3)                            |
| 17/18 | 1/16    | «Форментера»           | 1:2 (1:1; 0:1)                            |
| 18/19 | 1/16    | «Уэска»                | 8:0 (4:0; 4:0)                            |
| 18/19 | 1/8     | «Севилья»              | 2:3 (1:3; 1:0)                            |
| 19/20 | 2 раунд | «Интерсити»            | 3:0                                       |
| 19/20 | 3 раунд | «Сестао Ривер»         | 4:0                                       |
| 19/20 | 1/16    | «Эльче»                | 1:1 (5:4 пен.)                            |
| 19/20 | 1/8     | «Тенерифе»             | 3:3 (4:2 пен.)                            |
| 19/20 | 1/4     | «Барселона»            | 1:0                                       |
| 19/20 | 1/2     | «Гранада»              | 2:2 (1:0; 1:2, по правилу выездного гола) |
| 19/20 | Финал   | «Реал Сосьедад»        | 0:1                                       |
| 20/21 | 1/16    | «Ибица»                | 2:1                                       |
| 20/21 | 1/8     | «Алькояно»             | 2:1                                       |
| 20/21 | 1/4     | «Реал Бетис»           | 1:1 (4:1 пен.)                            |
| 20/21 | 1/2     | «Леванте»              | 3:2 (1:1; 2:1)                            |
| 20/21 | Финал   | «Барселона»            | 0:4                                       |
| 21/22 | 1/16    | «Атлетико Манча-Реаль» | 2:0                                       |
| 21/22 | 1/8     | «Барселона»            | 3:2 (д.в.)                                |
| 21/22 | 1/4     | «Реал Мадрид»          | 1:0                                       |
| 21/22 | 1/2     | «Валенсия»             | -:- (1:1 ; -:-)                           |

## Достижения

### Национальные
- Чемпионат Испании
  - Чемпион (8): 1929/30, 1930/31, 1933/34, 1935/36, 1942/43, 1955/56, 1982/83, 1983/84
  - Вице-чемпион (7): 1931/32, 1932/33, 1940/41, 1946/47, 1951/52, 1969/70, 1997/98
- Кубок Испании
  - Обладатель (25): 1902, 1903, 1904, 1910, 1911, 1914, 1915, 1916, 1921, 1923, 1930, 1931, 1932, 1933, 1943, 1944, 1944/45, 1949/50, 1955, 1956, 1958, 1969, 1972/73, 1983/84, 2023/24[29]
  - Финалист (16): 1905, 1906, 1913, 1920, 1942, 1948/49, 1952/53, 1965/66, 1966/67, 1976/77, 1984/85, 2008/09, 2011/12, 2014/15, 2019/20, 2020/21
- Суперкубок Испании
  - Обладатель (3): 1984, 2015, 2021
- Кубок Эвы Дуарте
  - Обладатель: 1950
  - Финалист: 1945
- Северный чемпионат
  - Победитель (3): 1913/14, 1914/15, 1915/16
- Чемпионат Бискайи
  - Победитель (14): 1919/20, 1920/21, 1922/23, 1923/24, 1924/25, 1925/26, 1927/28, 1928/29, 1930/31, 1931/32, 1932/33, 1933/34, 1938/39, 1939/40
- Баскский кубок
  - Обладатель: 1934/35

### Международные
- Кубок УЕФА / Лига Европы УЕФА
  - Финалист (2): 1977, 2012
- Малый Кубок мира
  - Обладатель: 1967
- Латинский кубок
  - Финалист: 1956
- Иберийский кубок
  - Финалист: 1983

## Текущий состав
| 1  | Флаг Испании | Вр  | Унаи Симон                | 1997 |  |  |  |  |  |
| 13 | Флаг Испании | Вр  | Хулен Агирресабала        | 2000 |  |  |  |  |  |
| 26 | Флаг Мексики | Вр  | Алекс Падилья             | 2003 |  |  |  |  |  |
|    |              |     |                           |      |  |  |  |  |  |
| 2  | Флаг Испании | Защ | Андони Горосабель         | 1996 |  |  |  |  |  |
| 3  | Флаг Испании | Защ | Даниэль Вивиан            | 1999 |  |  |  |  |  |
| 4  | Флаг Испании | Защ | Айтор Паредес             | 2000 |  |  |  |  |  |
| 5  | Флаг Испании | Защ | Йерай Альварес            | 1995 |  |  |  |  |  |
| 14 | Флаг Испании | Защ | Унаи Нуньес               | 1997 |  |  |  |  |  |
| 15 | Флаг Испании | Защ | Иньиго Лекуэ              | 1993 |  |  |  |  |  |
| 17 | Флаг Испании | Защ | Юри Берчиче               | 1990 |  |  |  |  |  |
| 18 | Флаг Испании | Защ | Оскар де Маркос (капитан) | 1989 |  |  |  |  |  |
| 32 | Флаг Испании | Защ | Адама Бойро               | 2002 |  |  |  |  |  |
|    |              |     |                           |      |  |  |  |  |  |
| 6  | Флаг Испании | ПЗ  | Микель Весга              | 1993 |  |  |  |  |  |
| 8  | Флаг Испании | ПЗ  | Ойан Сансет               | 2000 |  |  |  |  |  |

| 16 | Флаг Испании | ПЗ  | Иньиго Руис де Галаррета | 1993 |  |  |  |  |  |
| 20 | Флаг Испании | ПЗ  | Унаи Гомес               | 2003 |  |  |  |  |  |
| 21 | Флаг Испании | ПЗ  | Андер Эррера             | 1989 |  |  |  |  |  |
| 23 | Флаг Испании | ПЗ  | Микель Хаурегисар        | 2003 |  |  |  |  |  |
| 24 | Флаг Испании | ПЗ  | Беньят Прадос            | 2001 |  |  |  |  |  |
| 28 | Флаг Испании | ПЗ  | Пейо Каналес             | 2005 |  |  |  |  |  |
|    |              |     |                          |      |  |  |  |  |  |
| 7  | Флаг Испании | Нап | Алекс Беренгер           | 1995 |  |  |  |  |  |
| 9  | Флаг Ганы    | Нап | Иньяки Уильямс           | 1994 |  |  |  |  |  |
| 10 | Флаг Испании | Нап | Нико Уильямс             | 2002 |  |  |  |  |  |
| 11 | Флаг Испании | Нап | Альваро Джало            | 1999 |  |  |  |  |  |
| 12 | Флаг Испании | Нап | Горка Гурусета           | 1996 |  |  |  |  |  |
| 19 | Флаг Испании | Нап | Хавьер Мартон            | 1999 |  |  |  |  |  |
| 22 | Флаг Испании | Нап | Нико Серрано             | 2003 |  |  |  |  |  |

## Стадион

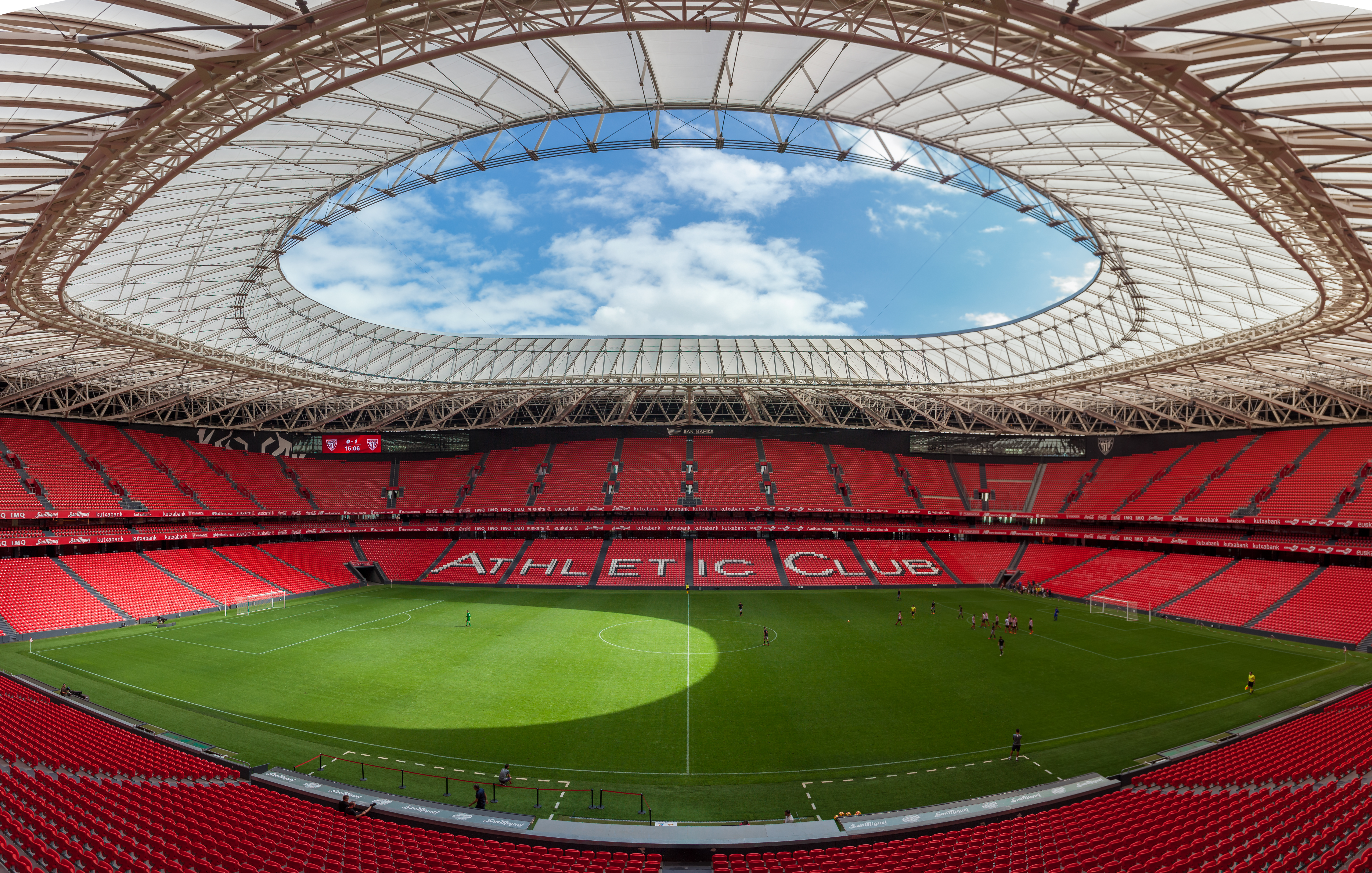
Стадион Сан Мамес

Старый стадион «Сан-Мамес» имел вместительность 39750 человек и был открыт в 1913 году, размер поля составлял 103×68 м. До своего снесения он являлся старейшим стадионом Испании и считался одним из самых престижных в стране. Стадион был реконструирован к Чемпионату мира 1982 года. Новый стадион «Нуэво Сан-Мамес», открытие которого было приурочено к столетнему юбилею старого, был открыт 16 сентября 2013 года, в рамках 4-го тура Ла-Лиги сезона 2013/14, когда «Атлетик Бильбао» принимал «Сельту» из Виго и добился победы со счётом 3-2. Вместительность стадиона при старте сезона 2014/2015 составила более 53000 человек. Изначально предполагалось, что стадион примет четыре матча Евро 2020, однако они были перенесены в Севилью. Вместо этого на «Сан-Мамес» прошли финалы Лиги чемпионов УЕФА среди женщин 2023/24 и Лиги Европы УЕФА 2024/25.
Тренировочная база — «Лесама».